# Torgelow

Torgelow este un oraș din landul Mecklenburg-Pomerania Inferioară, Germania.